# Mitch Kapor
Mitchell David Kapor (nacido el 1 de noviembre de 1950) es el fundador de Lotus Development Corporation y diseñador de Lotus 1-2-3, una «killer application» que se considera responsable de la revolución de la informática personal en el mundo de los negocios. Ha estado a la vanguardia de la revolución informática durante toda una generación como emprendedor, inversor, activista social y filántropo.
Kapor nació en Brooklyn, New York y asistió a la escuela pública en Freeport, Long Island, donde se graduó en bachillerato en el año 1967. Recibió su diplomatura por el Yale College en 1971 y estudió psicología, lingüística e informática como parte de una licenciatura interdisciplinar en Cibernética. Se implicó en la emisora de radio de Yale's, WYBC-FM, donde fue director musical y director de programación. Posteriormente estudiaría un MBA en la Sloan School of Management i del MIT.
En 1990, junto a los activistas por los derechos digitales John Perry Barlow y John Gilmore, cofundó la Electronic Frontier Foundation, y fue su director hasta 1994. La EFF es una organización sin ánimo de lucro por la defensa de los derechos civiles que trabaja para proteger la privacidad, la libre expresión y el acceso a los recursos públicos y de información en la Red, así como promocionar la responsabilidad en los nuevos medios.
En 2001 Kapor fundó la Open Source Applications Foundation, donde en la actualidad desarrolla en un gestor de información personal basado en herramientas y métodos de código abierto.  El grupo desarrolla Chandler, que puede algún día competir con Microsoft Outlook.
Kapor ha sido el director de la Fundación Mozilla desde su creación en 2003. También creó la Fundación Mitchell Kapor para apoyar sus intereses filantrópicos en el medio ambiente. También cofundó el Level Playing Field Institute, dedicada a la igualdad en educación en lugares de trabajo. Kapor también es miembro del Summer Science Program, donde estudió en 1966. Kapor también es miembro del Consejo de Administración de Linden Lab, una compañía de San Francisco que creó el popular juego Second Life, y miembro del consejo de comité asesor de la Fundación Wikimedia.
Está casado con Freada Kapor Klein y vive en San Francisco.